# Cud purymowy
Cud purymowy z cyklu Święta polskie – polski film fabularny z 2000 roku w reżyserii Izabelli Cywińskiej na podstawie scenariusza Macieja Karpińskiego. Film był kręcony w Łodzi i w Warszawie.

## Opis fabuły
Akcja osadzona jest w czasach współczesnych. Łódzki robotnik, Jan Kochanowski, mieszka wraz z żoną i dorosłym synem, zagorzałym kibicem piłkarskim, w skromnym mieszkaniu w bloku. Gdy zostaje wyrzucony z pracy, o zaistniały stan rzeczy obwinia zachodnich kapitalistów, z Żydami na czele. Pewnego dnia do Kochanowskiego telefonuje amerykański prawnik z informacją o wielkim spadku od zmarłego niedawno krewnego, o którego istnieniu bohater nie wiedział. Na antysemitę Kochanowskiego spada wiadomość, że ma żydowskie korzenie, a jego rodzice nosili nazwisko Cohen. Ponadto żona mężczyzny, Jadwiga, wyznaje mu, że ukrywała przed nim swoje żydowskie pochodzenie. Co więcej, warunkiem otrzymania spadku jest przejście na judaizm.

## Obsada
- Sławomir Orzechowski – Jan Cohen-Kochanowski
- Danuta Stenka – Jadwiga Krajewska-Kochanowska, żona Jana
- Grzegorz Małecki – Heniek, syn Kochanowskich
- Zygmunt Hobot – Holzman, sąsiad Kochanowskich
- Andrzej Szopa – Aaron Silberstein, prawnik z Nowego Jorku
- Eliza Ryciak – Sara, córka Holzmana
- Mirosław Zbrojewicz – Waldek, kolega Kochanowskiego
- Cezary Kosiński – rabin
- Karolina Muszalak – Kathleen, asystentka Silbersteina
- Tomasz Kozłowicz – dealer samochodowy
- Przemysław Kaczyński – policjant
- Izabela Dąbrowska – urzędniczka
- Arkadiusz Detmer – kolega Heńka
- Witold Wieliński – kolega Heńka
- Witold Bieliński – kolega Heńka
- Jacek Domański – szatniarz w restauracji
- Robert Ostolski – robotnik
- Adam Marszalik – robotnik
- Józef Stefański(inne języki) – robotnik
- Andrzej Pankowski – nauczyciel tańca
- Marta Stanisławska – cymbalistka
- Paweł Zakrzewski – operator TV